# Korosz

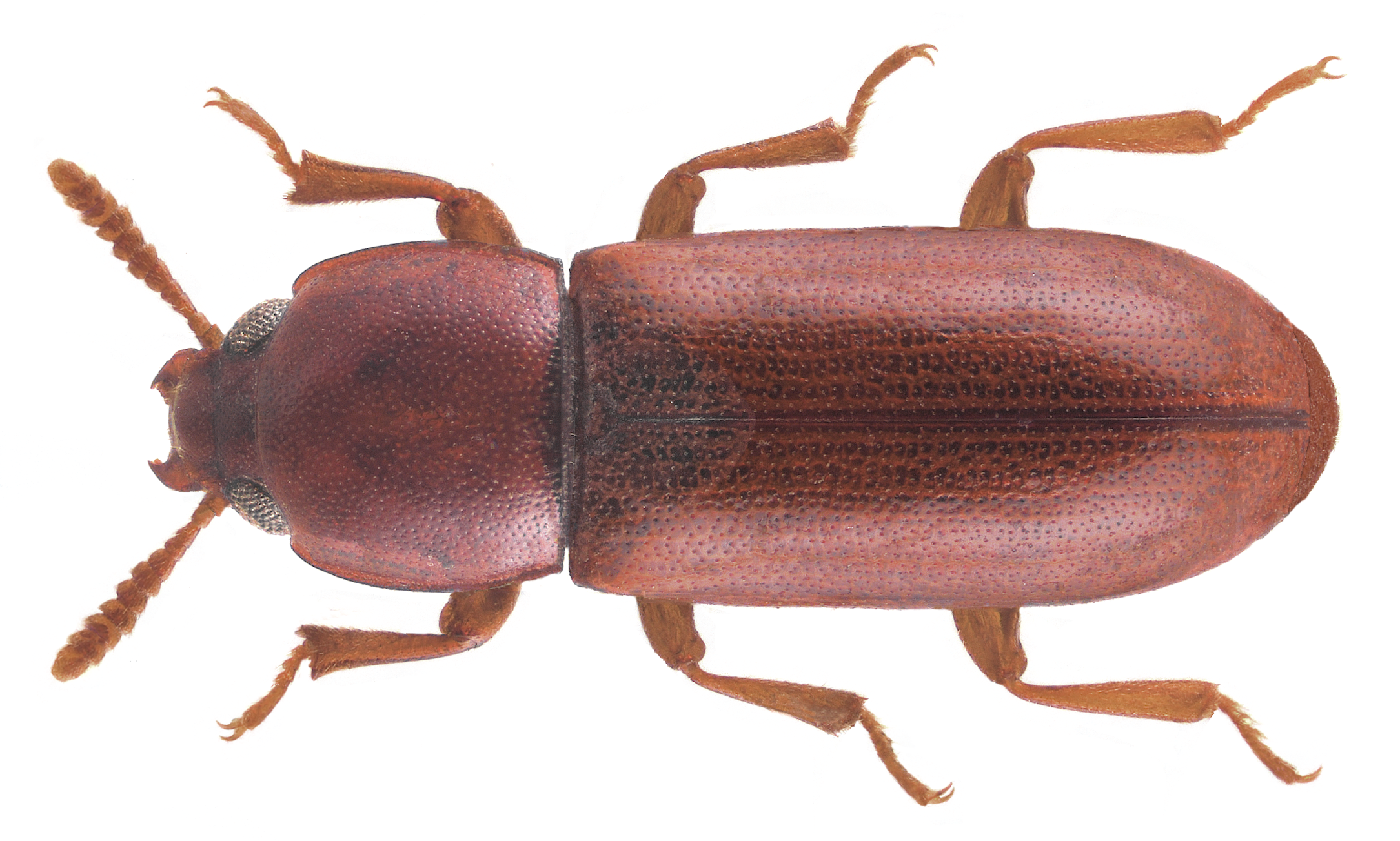
Corticeus pini

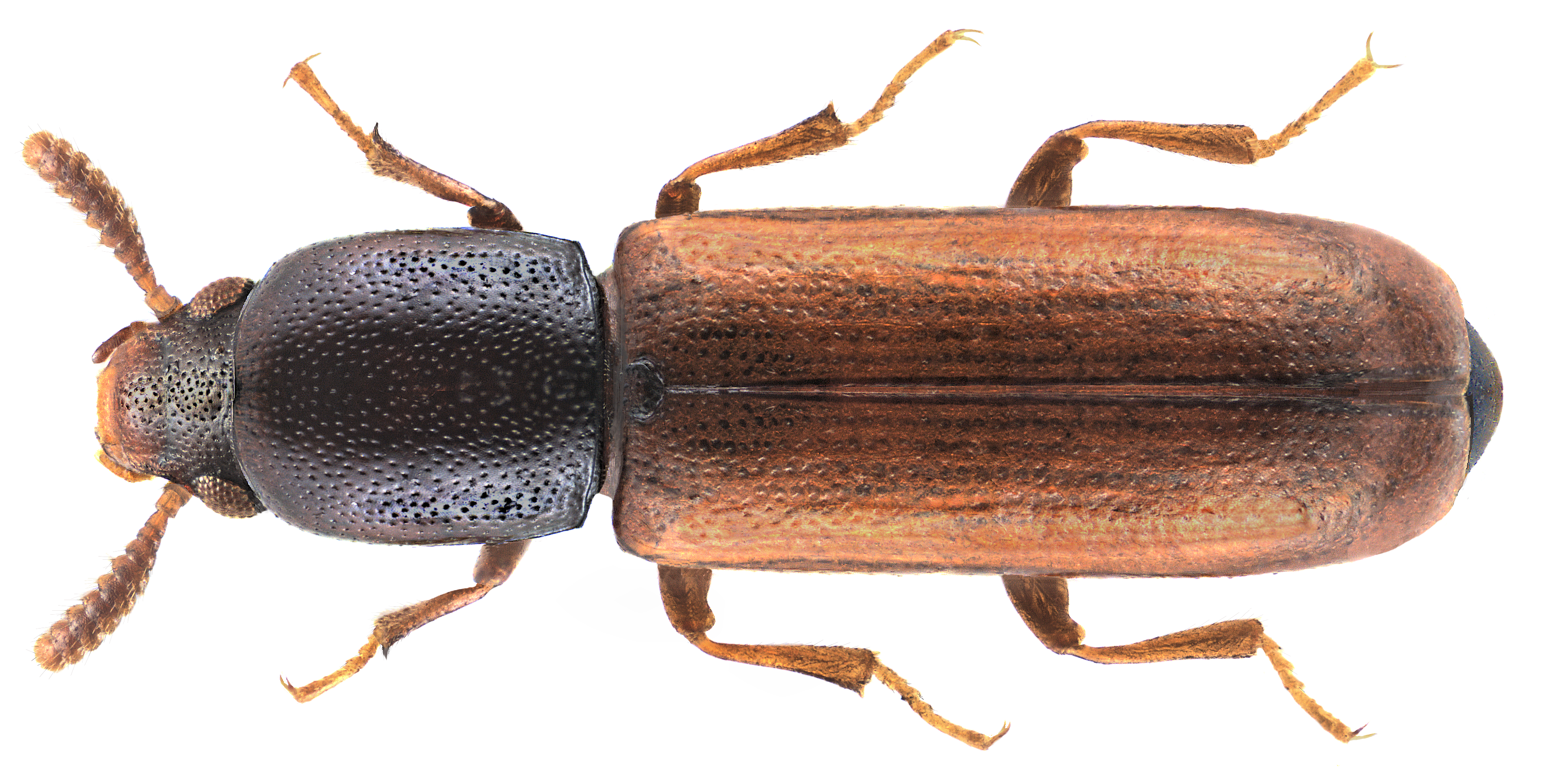
Corticeus linearis

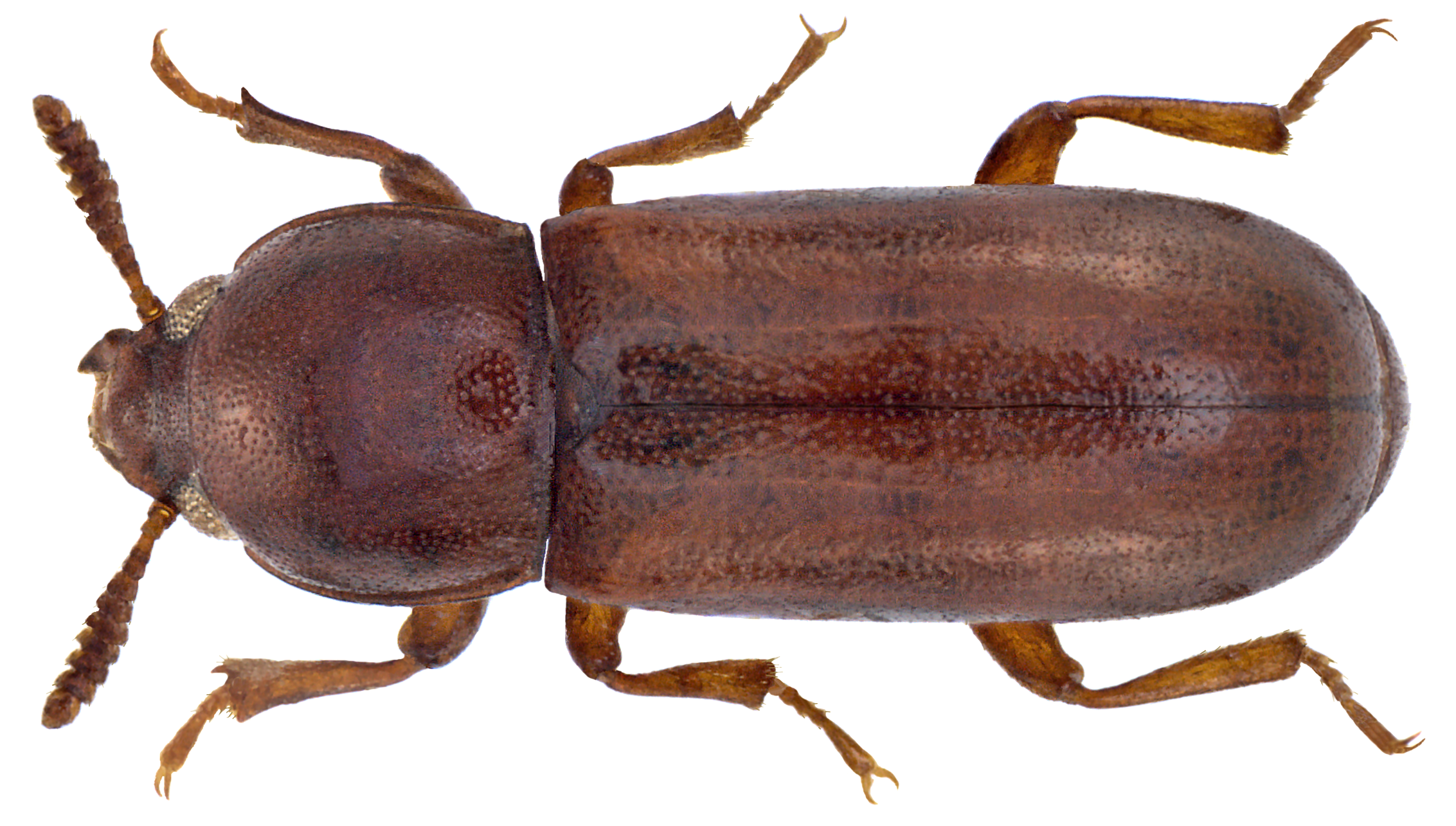
Korosz kornikowiec

Korosz (Corticeus) – rodzaj chrząszczy z rodziny czarnuchowatych i podrodziny Diaperinae.

## Morfologia
Chrząszcze o mocno wydłużonym, na końcach zaokrąglonym, ogólnie walcowatym lub pałeczkowatym ciele. Głowa jest ku przodowi zwężona, pozbawiona guzków, o występach policzków dochodzących do przednich krawędzi wypukłych bocznie oczu. Czułki są stosunkowo krótkie, jedenastoczłonowe, o poszerzonych członach od piątego lub szóstego do dziesiątego. Przedplecze jest tak szerokie jak długie lub dłuższe niż szersze, przy czym dominują gatunki o przedpleczu wydłużonym. Jego krawędzie boczne i tylna obrzeżone są listewką. Pokrywy punktowane są bezładnie, rzadziej z rzędami punktów. Boczne krawędzie pokryw nigdzie nie są piłkowane. Skrzydła tylnej pary są dobrze wykształcone. Odnóża przedniej i środkowej pary mają proste zewnętrzne krawędzie goleni. U około 60% gatunków stopy przednie i środkowe są pięcioczłonowe, a tylne czteroczłonowe, u pozostałych wszystkie stopy są czteroczłonowe, aczkolwiek mogą być pozornie trójczłonowe wskutek zdrobnienia jednego członu. Odwłok ma niezakryte, silnie zesklerotyzowane pygidium.

## Ekologia i występowanie
Owady leśne, saproksyliczne, związane z roślinami drzewiastymi. Zasiedlają drzewa znajdujące się we wstępnej fazie rozkładu, unikając drewna całkiem już zbutwiałego. Zarówno larwy, jak i postacie dorosłe bytują głównie pod przegrzybiałą korą i w żerowiskach innych chrząszczy, najczęściej kornikowatych. Larwy koroszy mogą polować na larwy kornikowatych lub odżywiać się znajdującym się w ich żerowiskach detrytusem i sokiem. Owady dorosłe latają nocą.
Rodzaj kosmopolityczny, znany ze wszystkich krain zoogeograficznych. W Europie stwierdzono 13 gatunków, w tym 11 w Polsce (zobacz czarnuchowate Polski). Większość gatunków palearktycznych, w tym wszystkie europejskie należą do podrodzaju nominatywnego.

## Taksonomia
Takson ten wprowadzony został w 1783 roku przez Matthiasa Pillera i Ludwiga Mitterpachera. Gatunkiem typowym został opisany w tej samej publikacji Corticeus unicolor. Przez dłuższy czas rodzaj ów funkcjonował pod synonimicznymi nazwami Hypophlaeus i Hypophloeus. Georg K.M. Seidlitz w 1894 roku jako pierwszy wprowadził podział omawianego rodzaju na podrodzaje, wyróżniając obok nominatywnego podrodzaj Paraphloeus. Kolejny podrodzaj, Stenophloeus, wprowadził w 1921 roku Kenneth Gloyne Blair, a kilka następnych Hans Joachim Bremer w 1998 roku. W 2017 roku podział na podrodzaje został znacząco zrewidowany przez Bremera i Martina Lilliga – autorzy nie tylko wprowadzili nowe z nich, ale także zmienili definicje już istniejących.
Do rodzaju zalicza się 8 podrodzajów oraz 19 gatunków niesklasyfikowanych w żadnym z nich:
- Corticeus (Alienophloeus) Bremer, 2018
- Corticeus (Corticeus) Piller et Mitterpacher, 1783
- Corticeus (Metacorticeus) Bremer et Lillig, 2017
- Corticeus (Neglectophloeus) Bremer et Lillig, 2017
- Corticeus (Pogonophloeus) Bremer, 1998
- Corticeus (Seorsophloeus) Bremer, 1998
- Corticeus (Stenophloeus) Blair, 1921
- Corticeus (Tylophloeus) Bremer, 1998
- podrodzaj: incertae sedis
  - Corticeus andrewesi (Blair, 1921)
  - Corticeus bouenzae (Kaszab, 1969)
  - Corticeus brazzavillae (Kaszab, 1969)
  - Corticeus capucinus Bremer, 1999
  - Corticeus congoanus Ardoin, 1969
  - Corticeus consimilis Bremer, 1995
  - Corticeus gentilis Lewis, 1894
  - Corticeus gomyi Bremer, 1995
  - Corticeus ivoirensis (Ardoin, 1969)
  - Corticeus krueperi Obenberger, 1922
  - Corticeus laeviceps (Pic, 1924)
  - Corticeus nemosomoides (Fairmaire, 1897)
  - Corticeus schereri Bremer, 1995
  - Corticeus subalutaceus Pic, 1924
  - †Corticeus tertiarius Vitali, 2007
  - Corticeus triplehorni Bremer et Lillig, 2017
  - Corticeus uenoi Bremer, 1999
  - Corticeus vinsoni Bremer, 1985
  - Corticeus zoltani (Masumoto, 1981)

Znany zapis kopalny rodzaju sięga wstecz do miocenu.